# 2745 San Martin
2745 San Martin eller 1976 SR10 är en asteroid i huvudbältet som upptäcktes den 25 september 1976 av Félix Aguilar-observatoriet. Den är uppkallad efter José de San Martín.
Asteroiden har en diameter på ungefär 5 kilometer.